# 292º Reggimento fanteria "Zara"
Il 292º Reggimento fanteria "Zara" è stata un'unità militare del Regio Esercito Italiano, parte della 158ª Divisione fanteria "Zara" durante il periodo della seconda guerra mondiale.

## Storia
Il reggimento fu costituito a Zara il 1º settembre 1942 dalle truppe di deposito stanziate nella città, e si strutturò su una compagnia comando, sui battaglioni fucilieri "Cadorna" e "Rismondo", sul battaglione mitraglieri "Dalmazia" e su una compagnia di cannoni 47/32 Mod. 1935; il battaglione mitraglieri fu poi rimpiazzato il 18 maggio 1943 da un terzo battaglione fucilieri.
Parte della Divisione "Zara", il reggimento prestò inizialmente servizio di difesa costiera in Dalmazia, prima di essere spostato nelle zone interne per compiti di presidio delle linee di comunicazione e controllo del territorio. Il 9 settembre 1943 il reggimento fu sciolto a seguito dell'armistizio di Cassibile e del lancio dell'operazione Achse da parte delle forze tedesche.